# NGC 3990
NGC 3990 é uma galáxia elíptica (E-S0) localizada na direcção da constelação de Ursa Major. Possui uma declinação de +55° 27' 31" e uma ascensão recta de 11 horas, 57 minutos e 35,5 segundos.
A galáxia NGC 3990 foi descoberta em 14 de Abril de 1789 por William Herschel.